# Daemonorops siberutensis
Daemonorops siberutensis är en enhjärtbladig växtart som beskrevs av Himmah Rustiami.
Daemonorops siberutensis ingår i släktet Daemonorops och familjen Arecaceae. Inga underarter finns listade i Catalogue of Life.